# Epitonium hueti
Epitonium hueti is een slakkensoort uit de familie van de Epitoniidae. De wetenschappelijke naam van de soort is voor het eerst geldig gepubliceerd in 2011 door Bozzetti.